# Desert Sunlight-zonnepark
Het Desert Sunlight zonnepark (Engels: Desert Sunlight Solar Farm) is een energiecentrale met een piekvermogen van 550 megawatt, die gebouwd wordt in de Sonorawoestijn in Riverside County, Californië. In 2014 is het park het op een na grootste fotovoltaïsche zonnepark ter wereld, nipt voorbijgestreefd door het Topaz zonnepark, ook in Californië.
In september 2011 werd begonnen met de bouw; sinds februari 2013 levert het park energie aan het hoogspanningsnet en de bouw zal waarschijnlijk afgerond zijn in 2015.
Het park maakt gebruik van dunnefilmzonnecellen, gebaseerd op cadmiumtelluride. Het zonnepark beslaat een oppervlakte van 16 km². De zonnecellen worden geproduceerd door het bedrijf First Solar. Het park zou een uitstoot van CO2 moeten voorkomen van 300.000 ton per jaar.

## Elektriciteitsproductie
| Jaar   | jan    | feb    | mrt    | apr    | mei    | jun    | jul    | aug    | sep    | okt    | nov    | dec    | Totaal  |
| ------ | ------ | ------ | ------ | ------ | ------ | ------ | ------ | ------ | ------ | ------ | ------ | ------ | ------- |
| 2013   |        |        |        |        |        |        |        |        |        |        | 12.877 | 15.657 | 28.534  |
| 2014   | 21.773 | 27.207 | 34.901 | 41.461 | 39.400 | 43.829 | 51.572 | 39.497 | 46.360 |        |        |        | 346.000 |
| Totaal | Totaal | Totaal | Totaal | Totaal | Totaal | Totaal | Totaal | Totaal | Totaal | Totaal | Totaal | Totaal | 374.534 |

| Jaar   | jan    | feb    | mrt    | apr    | mei    | jun    | jul    | aug    | sep    | okt    | nov    | dec    | Totaal  |
| ------ | ------ | ------ | ------ | ------ | ------ | ------ | ------ | ------ | ------ | ------ | ------ | ------ | ------- |
| 2013   |        |        |        |        |        |        |        |        |        |        | 32.709 | 33.043 | 65.752  |
| 2014   | 32.312 | 34.615 | 44.998 | 45.876 | 43.733 | 47.205 | 45.698 | 44.642 | 66.531 |        |        |        | 405.610 |
| Totaal | Totaal | Totaal | Totaal | Totaal | Totaal | Totaal | Totaal | Totaal | Totaal | Totaal | Totaal | Totaal | 471.362 |